# Kamienie Brodzińskiego

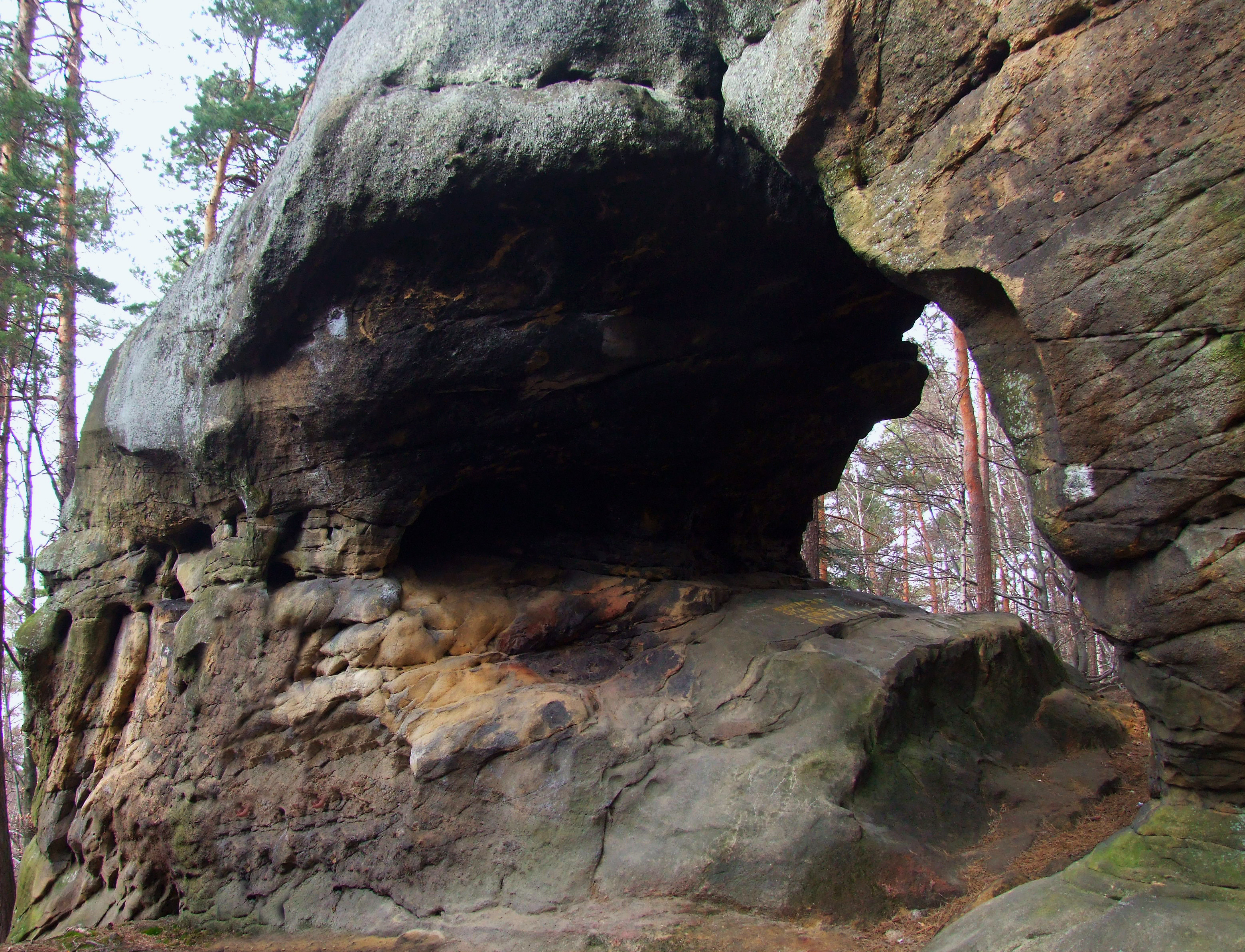
Skalne okno w Pękniętej

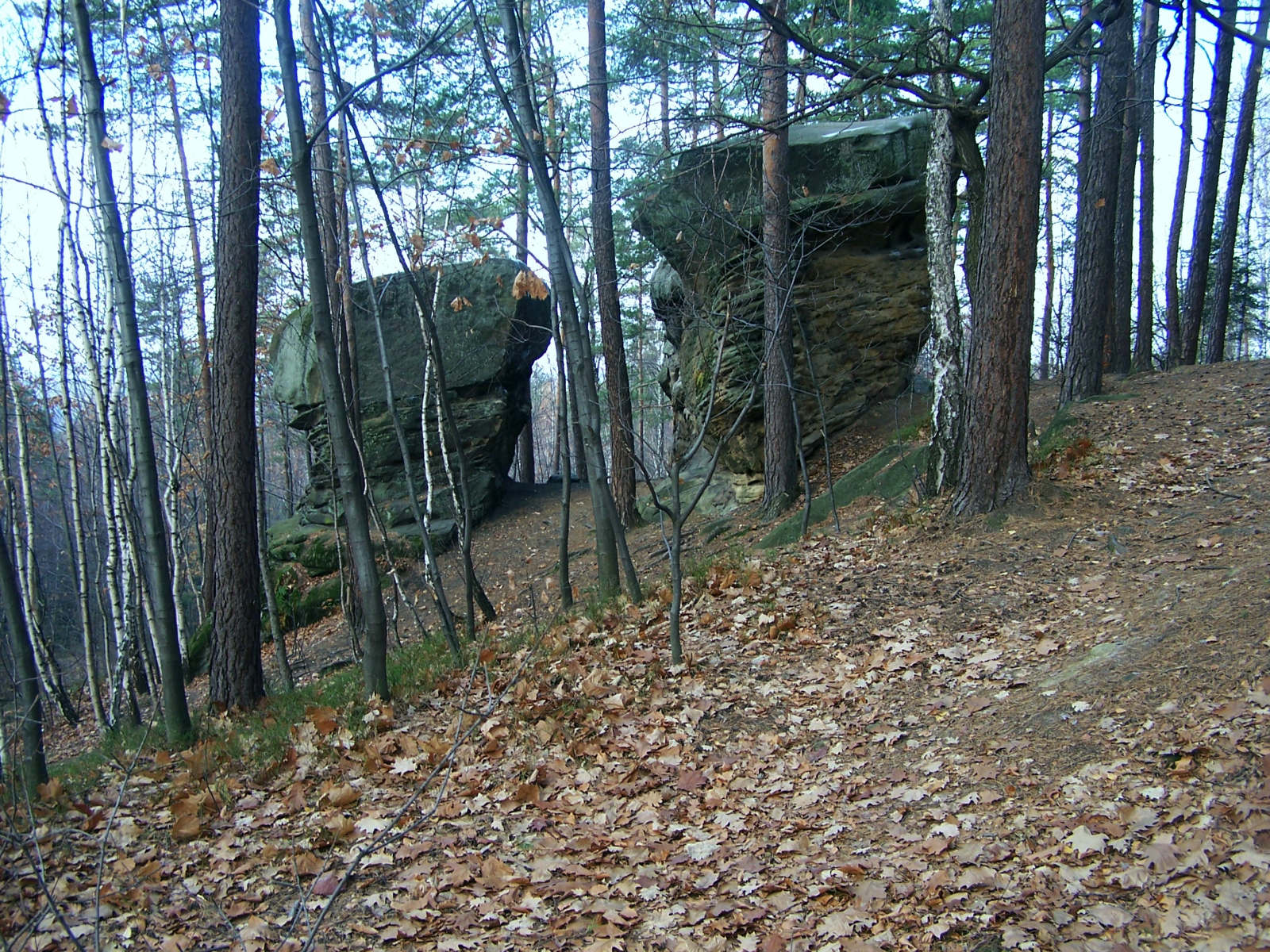
Skocznia i Pęknięta

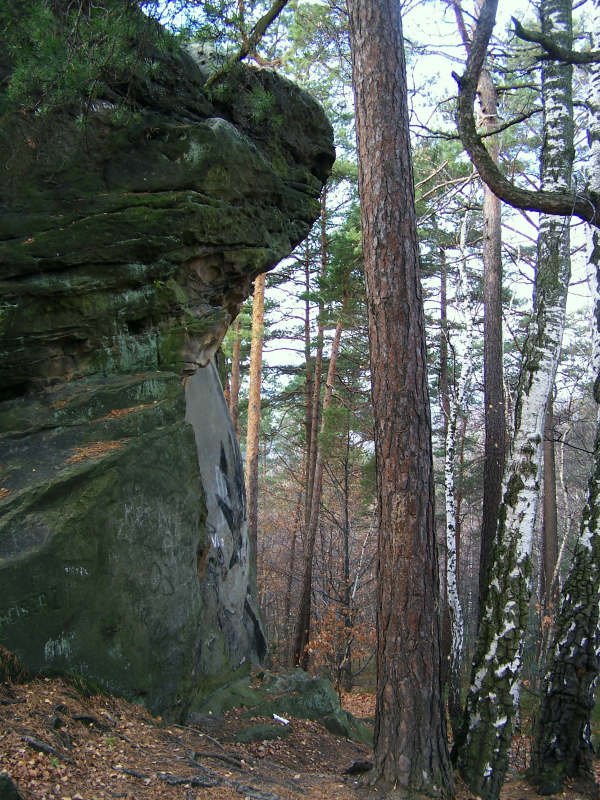
Wielki Kamień

Kamienie Brodzińskiego – pomnik przyrody, a w projekcie rezerwat przyrody.

## Lokalizacja
Pomnik przyrody Kamienie Brodzińskiego znajduje się w województwie małopolskim, gminie Lipnica Murowana, na pograniczu miejscowości Lipnica Murowana oraz Rajbrot. Położony jest na terenie Pogórza Wiśnickiego na podszczytowych partiach góry Paprocka (także Paprotna 441 m n.p.m.), na obszarze Wiśnicko-Lipnickiego Parku Krajobrazowego. Kamienie znajdują się na niższym, północno-wschodnim wierzchołku Paprockiej (438 m n.p.m.) i jego zboczach.

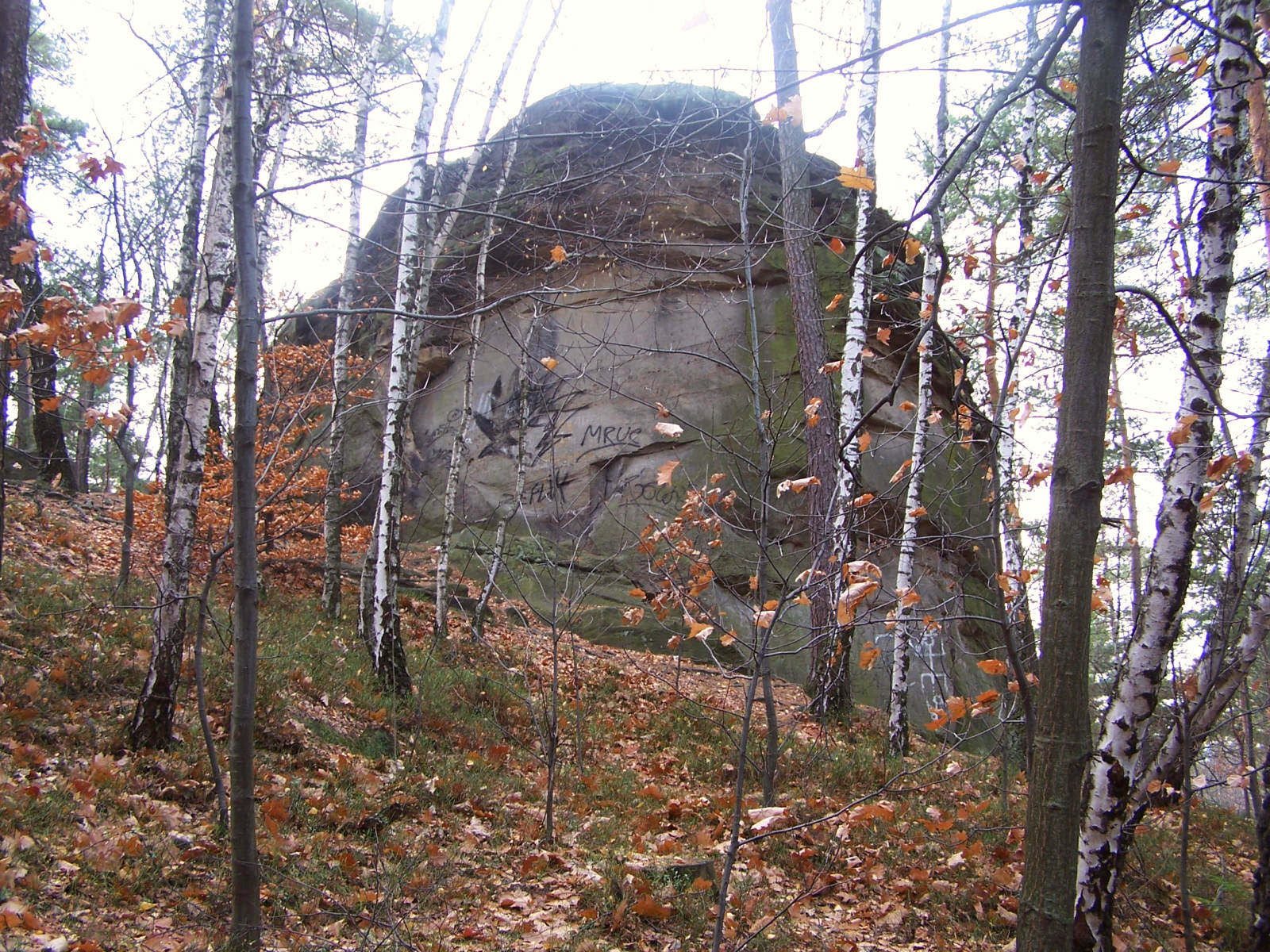
Wielki Kamień

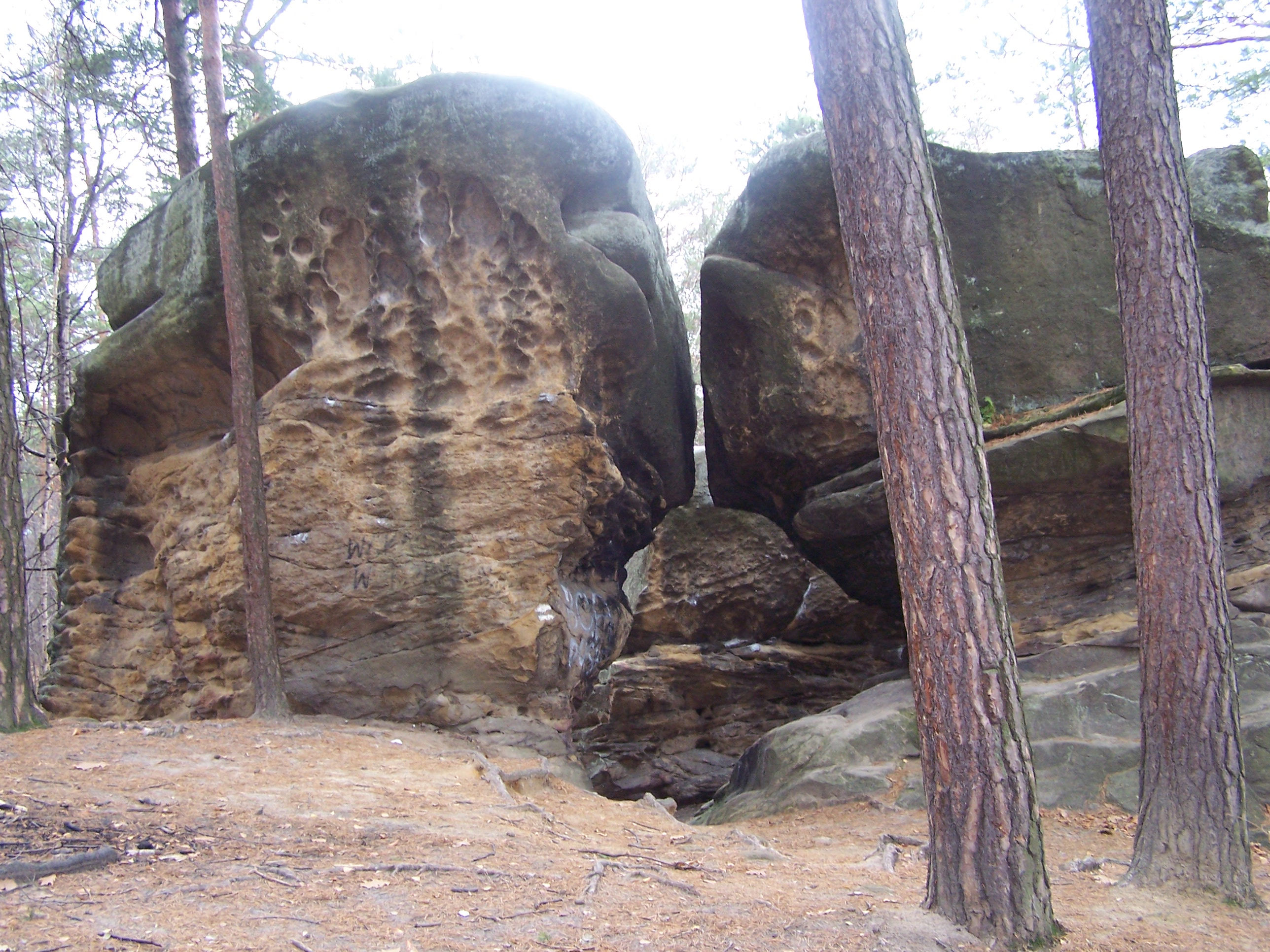
Pęknięta

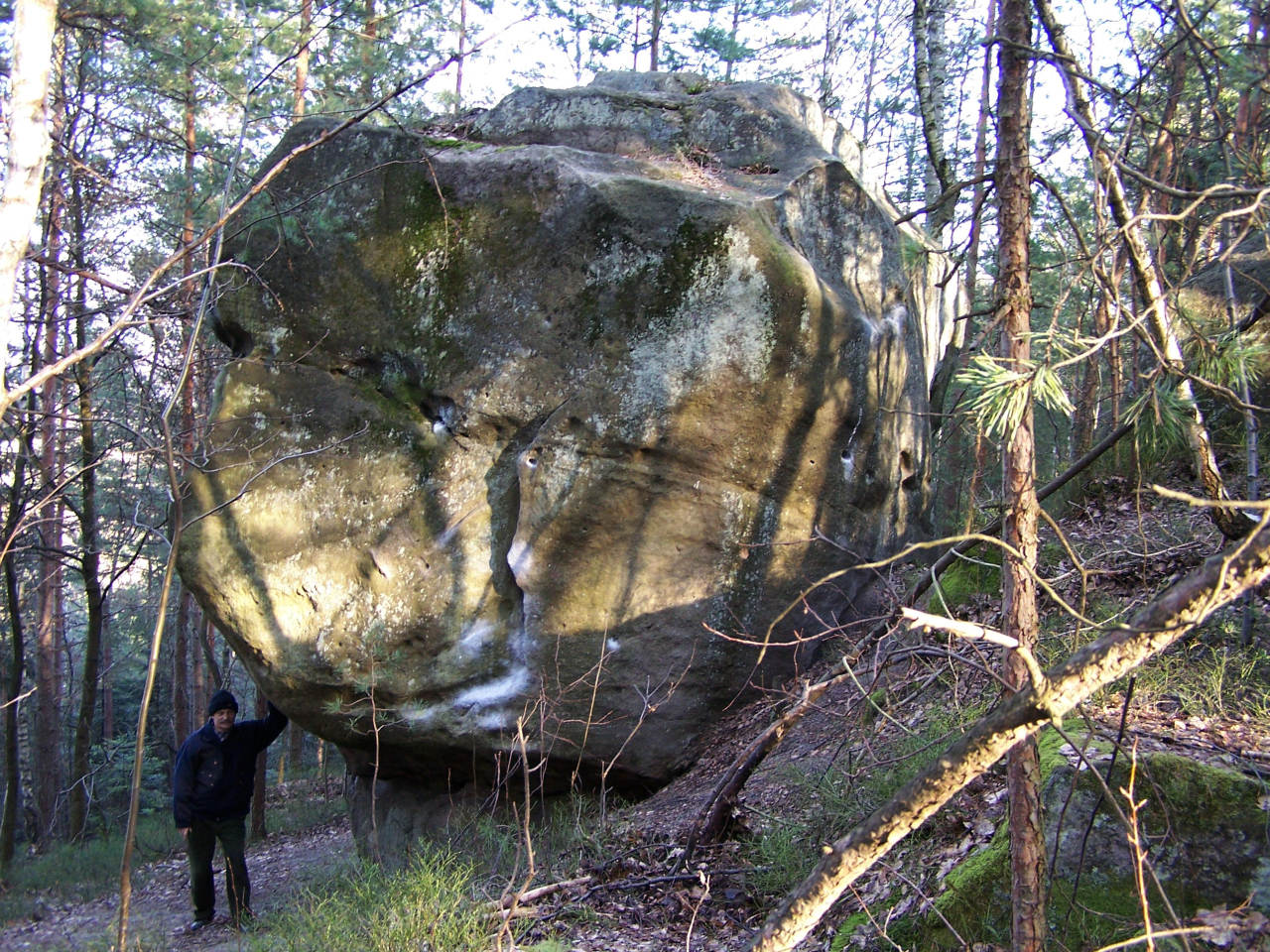
Grzyb

## Budowa geologiczna
Są największą wychodnią na całym terenie Wiśnicko-Lipnickiego Parku Krajobrazowego. Są to ostańce wierzchowinowe (dokładniej twardzielce) – twardsze skały, które przetrwały erozję. Czas ich uformowania do obecnej postaci liczy się na kilkaset tysięcy lat (czas powstania samych skał to ponad 65 mln lat). Największy jednak wpływ na ich powstanie miała epoka lodowa, a zwłaszcza ostatnie zlodowacenie. Składają się z piaskowca istebniańskiego dolnej płaszczowiny śląskiej, powstałych w czasie późnej kredy. Skały te mają warstwową, gruboławicową budowę – składają się z ułożonych na przemian warstw piaskowca i łupków oraz zawierają domieszki kwarcu, miki i skalenia. Na ścianach grzybów skalnych występują rzadko spotykane struktury komórkowe i arkadowe. Warstwy łupków są bardzo cienkie. Wietrzenie ostańców trwa cały czas, z powierzchni kamieni osypują się ziarenka piaskowca, a czasami łuszczą się i opadają całe kawałki. Oprócz tych właściwych Kamieni Brodzińskiego występujących na jednym ze szczytów Paprotnej, istnieją jeszcze mniejsze grupy ostańców na całym wzgórzu. Mniej więcej co kilkadziesiąt metrów z ziemi wystają pojedyncze ostańce, lub grupy niewysokich grzybów skalnych, baszt, progów. W kierunku z północnego wschodu na południowy zachód przebiega tutaj bowiem warstwa twardzielcowych piaskowców istebniańskich.

## Opis skał
Kamienie Brodzińskiego to malownicza grupa skał w kształcie baszt, grzybów i ambon. Największy z ostańców zwany Wielkim Kamieniem ma wysokość ok. 10 m i długość 16 m. Znajduje się na szczycie wzgórza. Jest to baszta o ścianach pionowych lub przewieszonych. Tylko od wschodniej strony skała tworzy stopnie, po których bez większych trudności można wspiąć się na jego płaski niemal wierzchołek tworzący platformę. Na kamieniu tym w wydawałoby się zupełnie nie nadającym się dla roślin miejscu rosną młode drzewka sosny i brzozy. Wierzchołkowa płyta kamienia zryta jest licznymi wykutymi napisami przez domorosłych „rzeźbiarzy”. Nieco na zachód od Wielkiego Kamienia i poniżej niego znajdują się trzy tworzące zwartą grupę skalne skały. Jest to Pęknięta złożona z dwóch stojących obok siebie skał, które z podłożem połączone są wąską podstawą, u góry rozszerzają się, oraz Skocznia. Pomiędzy dwoma skałami Pękniętej występują charakterystyczne przejście – szczelina, która powstały w wyniku fałdowania warstw skalnych i późniejszego ich wietrzenia. Obok Wielkiego Kamienia duża tablica szczegółowo opisująca budowę i mechanizm powstania tych ostańców wierzchowinowych. W odległości ok. 200 m na wschód znajdują się jeszcze dwie skały: Grzyb (także Górna Ambona Stokowa) i Wysoka (także Dolna Ambona Stokowa). Skałki te znajdują się już poza szlakiem turystycznym i nie są pomnikiem przyrody.

## Historia
Nazwę skałom nadano na cześć pochodzącego z tych okolic (z Królówki) poety, historyka, teoretyka literatury, publicysty, tłumacza i profesora Uniwersytetu Warszawskiego Kazimierza Brodzińskiego. Często przebywał on na tych kamieniach czerpiąc tu natchnienie do swoich utworów. We „Wspomnieniach” pisze on:
„ ... póki jeszcze służyła jesienna pora chodziłem w pole i ukryty w gęstwinach układałem rymy...”.
Później, gdy pozbawiony został stałej pracy i towarzystwa ludzi, znajdował ukojenie
„w drzewach, ziołach i strumykach, nad któremi czas mój pędziłem”.
Miejsce to było też od dawna odświętne dla miejscowej ludności. W czasie zaborów zbierali się tutaj podczas świąt, śpiewając religijne i patriotyczne pieśni ku pokrzepieniu serc. Już w 1938 r. bocheński oddział Polskiego Towarzystwa Tatrzańskiego wykupił ten teren by go chronić i nazwał skały imieniem Kazimierza Brodzińskiego. Po wojnie opiekę nad Kamieniami Brodzińskiego przejęło Polskie Towarzystwo Turystyczno-Krajoznawcze. Planowano utworzyć geologiczno-leśny rezerwat przyrody o powierzchni 10,34 ha obejmujący grupę skał wraz z fragmentem otaczającego je lasu. Nie udało się utworzyć rezerwatu, ale w 1962 r, skały zostały uznane za pomnik przyrody.
W 2006 r. w ramach projektu Małopolski Szlak Geoturystyczny zamontowano opracowane przez specjalistów z Akademii Górniczo-Hutniczej w Krakowie tablice informujące o budowie i genezie powstania tych skał.

## Przyroda
Kamienie Brodzińskiego znajdują się w świetlistym lesie sosnowym z dużą domieszką brzozy brodawkowatej i niewielką domieszką dęba szypułkowego, dęba czerwonego i innych drzew. W runie leśnym obficie występuje borówka czarna i borówka brusznica, poza tym spotyka się kopytnik pospolity, bluszcz pospolity. Obficie rosną grzyby zbierane przez licznych tutaj grzybiarzy. W lesie występuje m.in. salamandra plamista, jest to jedno z najdalej na północ wysuniętych jej stanowisk w Polsce. Obok kamieni niewielka śródleśna polana, miejsce gdzie często urządzane są biwaki.

## Turystyka i rekreacja
Bochnia – Nowy Wiśnicz – Kamień-Grzyb – Kamienie Brodzińskiego – Rajbrot – Łopusze – Przełęcz Rozdziele – Widoma – góra Kamionna – Pasierbiecka Góra – Tymbark.
Najłatwiej dość do Kamieni Brodzińskiego odcinkiem tego szlaku od drogi nr 966 z parkingu obok restauracji „Zajazd pod Kamieniem” w lesie na szczycie wzgórza (10 min).
3 sierpnia 2001 r. UG w Lipnicy Murowanej otworzył tutaj dydaktyczną ścieżkę spacerowo-przyrodniczą o długości ok. 1 km. Prowadzi ona wygodną drogą leśną od drogi nr 966, równolegle do niebieskiego szlaku turystycznego przez kompleks leśny na stokach Paprotnej. Ścieżka posiadała 6 przystanków z planszami dydaktycznymi informującymi o przyrodzie i geologii okolic oraz o Kazimierzu Brodzińskim. Ścieżka zatacza koło wracając do punktu wyjścia/.
Na wszystkich 6 skałach uprawiany jest bouldering.